# BRIT Awards 1996
La XVVI edizione dei BRIT Awards si tenne nel 1996 presso l'Earls Court. Lo show venne condotto da Chris Evans.

## Vincitori
- Artista di una generazione: Michael Jackson
- Miglior artista britannico: Brian Eno
- Migliore colonna sonora: "Batman Forever"
- Miglior artista britannico: Oasis - "(What's the Story) Morning Glory?"
- Rivelazione britannica: Supergrass
- British dance act: Massive Attack
- Cantante femminile britannica: Annie Lennox
- Gruppo britannico: Oasis
- Cantante maschile britannico: Paul Weller
- Singolo britannico: Take That – "Back for Good"
- British video: Oasis – "Wonderwall"
- Freddie Mercury award: Help for the Charity War Child
- Rivelazione internazionale: Alanis Morissette
- International female: Björk
- Miglior gruppo internazionale: Bon Jovi
- International male: Prince
- Outstanding contribution: David Bowie